# 西安交通大学
西安交通大学（英語：Xi'an Jiaotong University），或簡稱交大、西交、西交大、西安交大，是中华人民共和国陕西省的一所全日制公办大学。位于陕西省会西安市。西交大由中华人民共和国教育部直接管理，亦为中华人民共和国全国重点大学。学校具有理工特色，并涵盖理、工、医、经、管、文、法等10个学科门类。
西安交通大学是中华人民共和国排名前列的高校之一，現時屬於「軟科世界百強大學」，是“C9高校联盟”成员之一，“双一流A类”和原“985工程”、原“211工程”重点建设大学。西安交大的前身是清末洋务派政治家、实业家和福利事业家盛宣怀于1896年创建的南洋公学，后曾易名南洋大学、上海工业专门学校，中华民国大陆时期后期称为国立交通大学。1955年，由于国际形势的风云变幻并为积极支援西北地区教育建设，国务院决定交通大学整体迁往西安，是为交大西迁，1956年起交通大学按照国务院要求迁往西安。1957年因国家战略做了调整，由“整体西迁”调整为“主体西迁，两地办学”，设立交通大学西安部分和交通大学上海部分，“一个学校，统一领导”（1957年9月12日，国务院下发《关于交通大学迁校问题的批复》）。1959年交通大学分立，交通大学西安部分定名为西安交通大学，原交通大学校长彭康被任命为西安交通大学首任校长。

## 历史

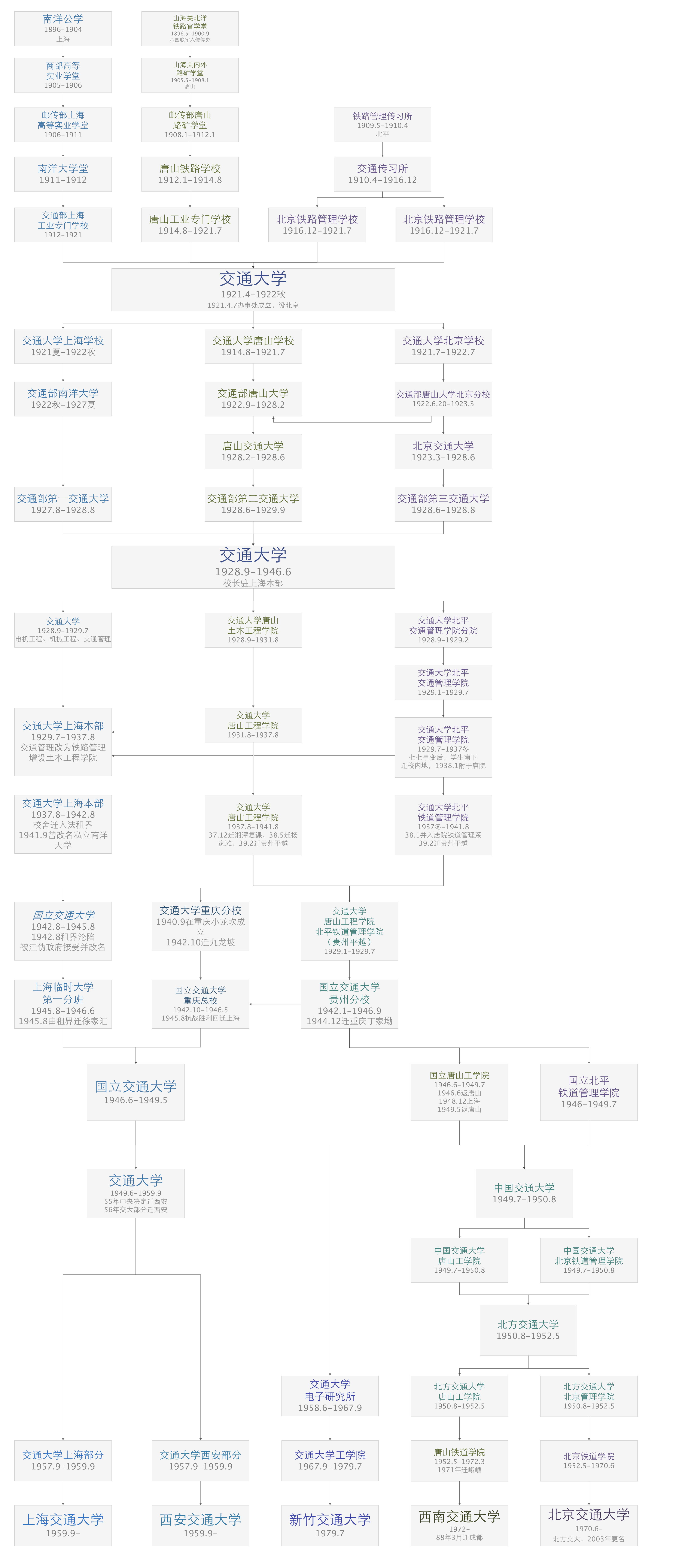
交通大学校史表

### 初创与合并前（1896 - 1921年）
南洋公学由盛宣怀在光緒二十二年（1896年）創建於上海，与北洋大学堂同为中国近代历史上最早创办的大学。1895年甲午战争战败后，清政府推行新政。天津海关道盛宣怀在天津创办北洋大学堂后，曾与两江总督刘坤一商讨设立南洋公学。1896年10月，盛宣怀上奏《条陈自强大计折》并附《请设学堂片》奏请在上海设置南洋公学，提议由轮船招商局和电报局提供经费。12月6日光绪帝谕令批准盛宣怀设立学堂。南洋公学隸属于招商局和电报局，校內设置了师范學院、外院、中院和上院四院，盛宣怀首任督办。1905年改隶商部，更名为商部上海高等实业学堂。1907年改隶邮传部，更名为邮传部上海高等实业学堂。辛亥革命后1911年到1912年间为南洋大学堂。1912年中华民国成立后划归继承清政府邮传部的中华民国交通部，更名为交通部上海工业专门学校，直至1921年与交通部下属的另外三校合并为交通大学。

### 合并为交通大学时期（1921 - 1949年）

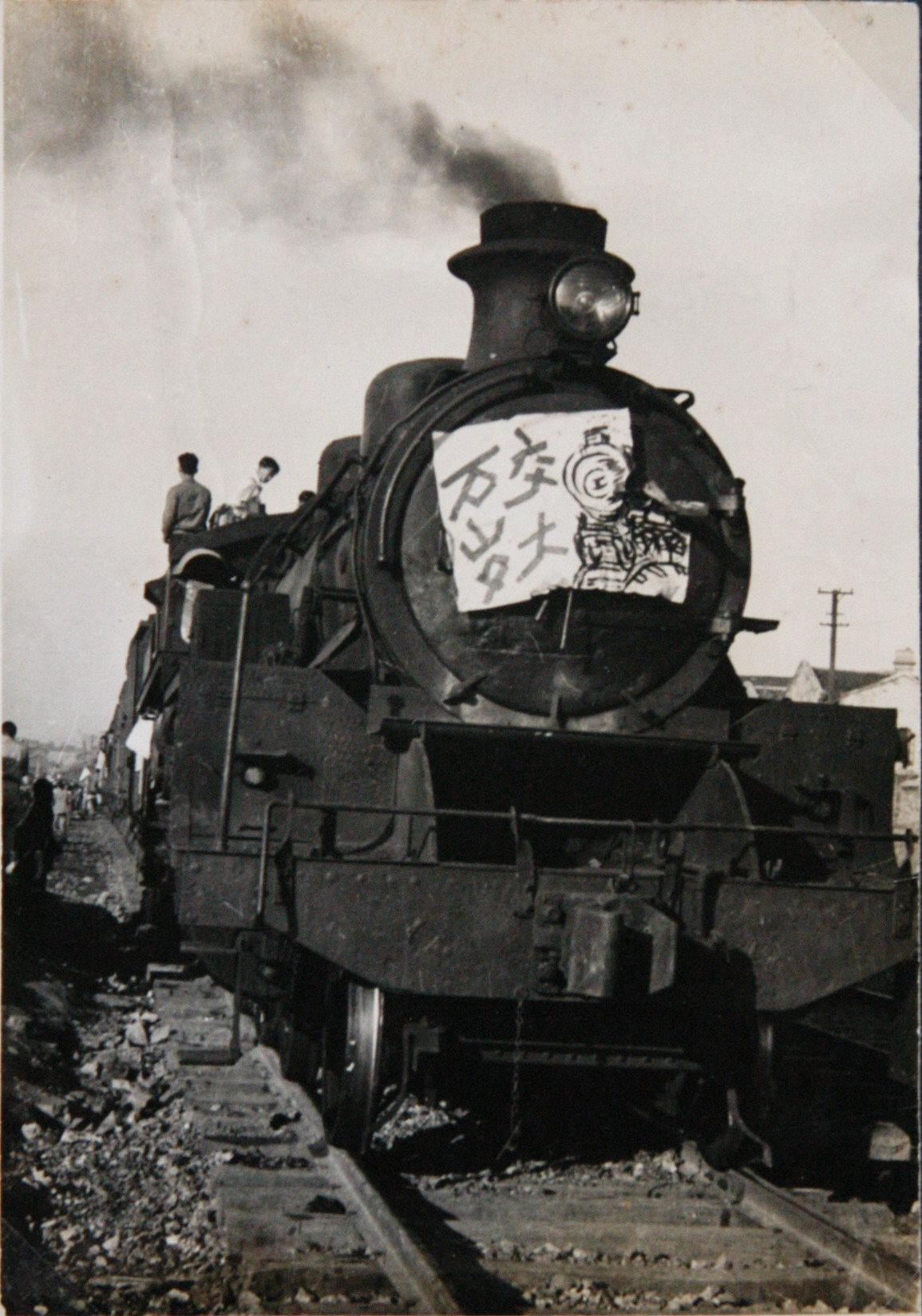
1947年护校运动中交大学生驾驶火车赴南京请愿

1920年（民国9年）12月，北洋政府交通总长叶恭绰以交通部所属上海工业专门学校、唐山工业专门学校、北平铁路管理学校、北平邮电学校四校散居各地，不便管理。決定於1921年统一学制，统称交通大学，办事处设在北京，是为交通大学第一次合并。1922年5月，因北洋政府派系纠纷，叶被迫离职，交通大学存在不足一年即解体。
1922年交通大学解体后原交通部上海工业专门学校单独成立交通大学上海学校，后在1922年夏更名交通部南洋大学直至1927年。1927年8月更名为交通部第一交通大学。
1928年，南京国民政府取代北洋政府，9月，沪、平、唐三校再次合并组成“交通大学”。本部为上海沪校，唐校为土木工程学院，平校为铁路管理学院。是为交通大学第二次合并。
對日抗战八年时期，交通大学滬校内迁到重庆，唐校和平校内迁到贵州遵义。1945年8月交通大学重庆总校返回上海。1946年国立交通大学从交通部划归教育部，教育部令国立交通大学贵州分校平、唐两院分别回迁，平校另独立为国立北平铁道管理学院，与国立交通大学分离。同年12月，教育部下令停办轮机、航海两科。1947年5月约2800名学生曾驾火车赴南京请愿反对停办，是为交通大学的护校运动。
1949年5月27日，中国人民解放军占领上海，同年6月15日，接管国立交通大学上海本部。在1949年7月平、唐两校共同成立中国交通大学后，唐校也最终与在上海的国立交通大学分离。1949年国共内战期间部分师生随国民政府迁台，1958年由在台校友倡议复校，即如今位于新竹市的国立交通大学。
中华人民共和国成立后，国立交通大学的上海本部更名为交通大学，平校和唐校另合并成立中国交通大学，是为由沪平唐三地构成的交通大学第二次解体。

### 院系改革（1952年）
50年代初，当时的政府参照苏联专业化的教育模式进行拆分，实施院系改革。交通大学由具有相当规模的理、工、管的多学科大学被拆分成单一的工科大学。大量院系调出。其中理学院中的数学、物理、化学学科被调到复旦大学；化学还支援成立了华东化工学院（现华东理工大学）；土木建筑全部被并入同济大学；管理学院的管理、会计、财务等系并入复旦大学和华东师范大学，部分支援成立了上海财经学院（现上海财经大学）；纺织系分离出去成立了中国纺织大学（现东华大学）；水利系由严恺带去成立华东水利学院（现河海大学）；航空工程系调整到华东航空工程学院（现西北工业大学）；机电中的电子部分调入南京工学院（现东南大学），1955年又支持了成都电讯工程学院（1988年更名为电子科技大学），机电还支持了哈尔滨工业大学。此外还分出去支援了上海海运学院等许多学校。交通大学只是从外面调入了一些工科力量，但除了造船得到大连工学院（现大连理工大学）、同济大学支援得到加强外，其余并入的实力都不强。在1952年的院系调整结束后，交通大学成了一所纯工科大学，实力受到重创。

### 交大西迁（1955 - 1959年）

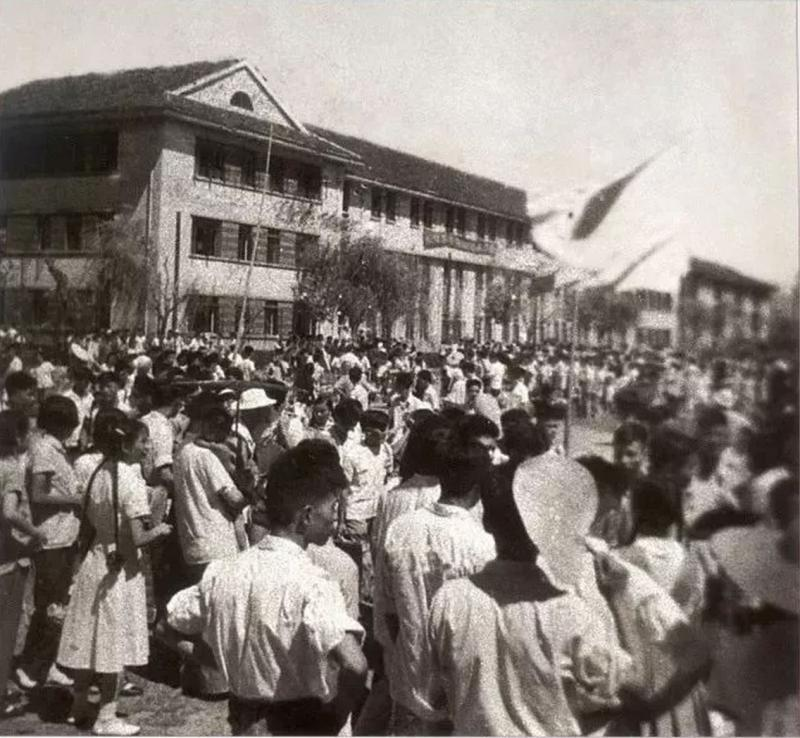
1956年，第一批交通大学师生西迁西安

1955年，鉴于当时的国际形势，同时也为支援西北教育建设，国务院决定在上海的交通大学在1955年至1957年两个学年中分批迁往西安，是为交大西迁。1956年暑假开始，西安新校舍落成。1957年由于东南沿海形势缓和以及沿海工业建设需要，内迁工作做了调整。但此时超过70%的青年师生和大部份设施已经迁去西安，西安新校区开始接受新生，交通大学也就正式开始两地办学。由于上海和西安两地管理上非常不便，加上西安部分已经成为事实，回迁恢复已没有可能。1959年7月31日，经国务院批准，交通大学两部分独立建校，分别成立两所校务独立上海交通大学和西安交通大学。交通大学两校分立，是继院系调整之后，实力再次遭到削弱；而两校分立，又为几十年后两校在校友资源，校史解读等问题的纠纷上埋下伏笔。
1957年时，西安动力学院整体并入西安交通大学。

### 西安交大时期（1959-）
1959年交通大学分立，交通大学西安部分定名为西安交通大学，并被列为首批全国16所重点大学之一。“七五”，“八五”期间，西安交通大学被国务院确定为全国5所重点建设的大学之一（分别是清华大学、北京大学、复旦大学、上海交通大学、西安交通大学）。
1992年西安交通大学成为首批进入国家 “211工程”建设的7所大学之一， 1999年成为首批进入“985工程”的9所高校之一，2006年成为首批进入“111计划”的8所高校之一。
2000年4月经国务院批准，西安医科大学、陕西财经学院与西安交通大学实现合并。

### 历任校长

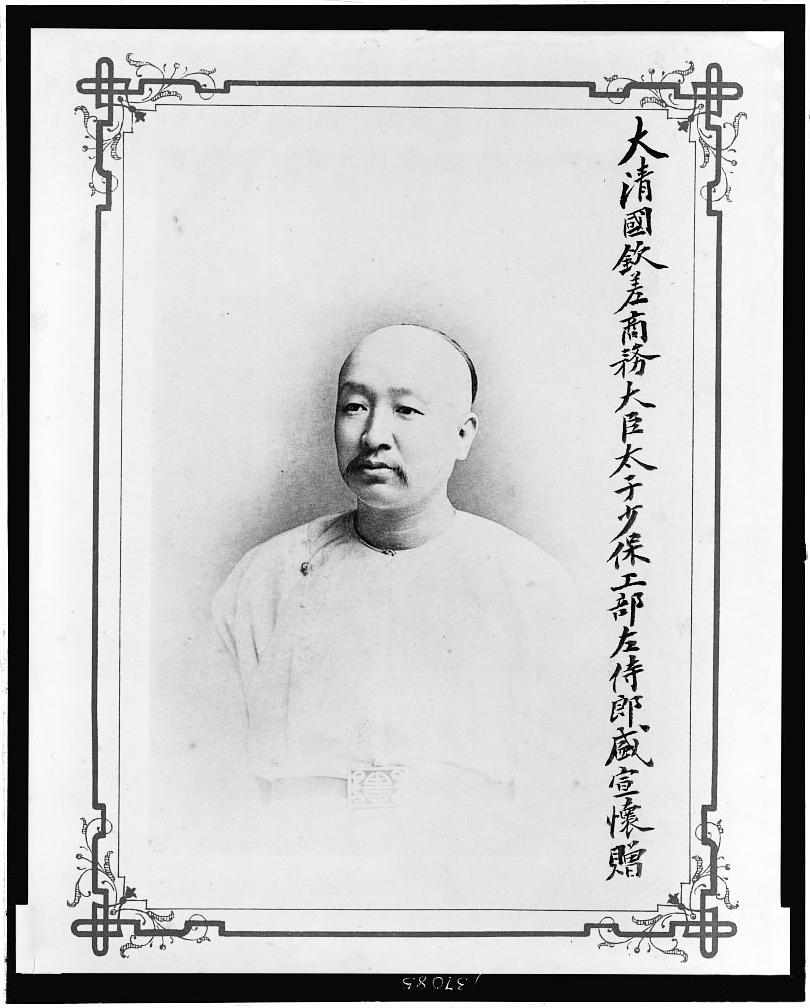
盛宣怀，南洋公学创始人，1896-1905年任校长

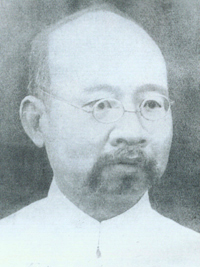
唐文治，1907-1920年任校长

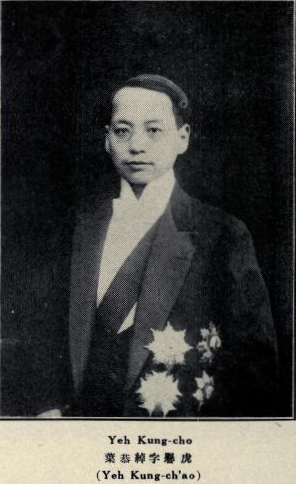
叶恭绰，1921年任校长

| 职务                   | 姓名     | 任期              |
| 南洋公学               | 南洋公学 | 南洋公学          |
| ---------------------- | -------- | ----------------- |
| 督辦                   | 盛宣懷   | 1896年冬-1905年春 |
| 總理                   | 何嗣琨   | 1897年春-1901年春 |
| 總理                   | 張元濟   | 1901年春-1901年夏 |
| 總理                   | 勞乃宣   | 1901年秋-1901年冬 |
| 總理                   | 沈曾植   | 1901年冬-1902年春 |
| 總理                   | 汪風藻   | 1902年春-1902年冬 |
| 總理                   | 劉樹屏   | 1902年冬-1903年夏 |
| 提調兼總理             | 張美翊   | 1903年夏-1903年冬 |
| 總理                   | 張鶴齡   | 1903年冬-1904年夏 |
| 提調兼總理             | 張美翊   | 1904年夏-1904年冬 |
| 商部高等实业学堂       |          |                   |
| 監督                   | 楊士琦   | 1905年春-1907年春 |
| 代理監督               | 王清穆   | 1905年秋-1906年春 |
| 邮传部上海高等实业学堂 |          |                   |
| 監督                   | 楊文駿   | 1907年春-1907年秋 |
| 監督                   | 唐文治   | 1907年秋-1911年冬 |
| 南洋大学堂             |          |                   |
| 校長                   | 唐文治   | 1912年春-1920年冬 |
| 交通部上海工业专门学校 |          |                   |
| 代理校長               | 淩鴻勛   | 1920年冬-1921年春 |
| 代理校長               | 張鑄     | 1921年夏          |
| 交通大学（上海学校）   |          |                   |
| 校長                   | 葉恭綽   | 1921年夏-1922年夏 |
| 滬校主任               | 張鑄     | 1921年夏-1922年夏 |
| 滬校副主任、主任       | 張廷金   | 1921年冬-1922年秋 |
| 校長                   | 陸夢熊   | 1922年夏          |
| 校長                   | 關賡麟   | 1922年夏-1922年秋 |
| 交通部南洋大学         |          |                   |
| 校長                   | 雷光宇   | 1922年秋(未到任)  |
| 校長                   | 盧炳田   | 1922年秋-1923年夏 |
| 校長                   | 陳杜衡   | 1923年夏-1924年冬 |
| 校長                   | 淩鴻勛   | 1924年冬-1927年夏 |
| 交通部第一交通大学     |          |                   |
| 接管委員               | 李范一   | 1927年夏          |
| 代理校長               | 符鼎升   | 1927年秋-1928年春 |
| 校長                   | 蔡元培   | 1928年春-1928年秋 |
| 校長                   | 王伯群   | 1928年秋-1928年冬 |
| 国立交通大学           |          |                   |
| 校長                   | 孫科     | 1928年冬-1930年冬 |
| 副校長                 | 黎照寰   | 1929年夏-1930年冬 |
| 校長                   | 黎照寰   | 1930年冬-1944年秋 |
| 交通大学重庆分校       |          |                   |
| 重慶分校主任           | 徐名材   | 1940年秋-1941年秋 |
| 重慶分校主任           | 吳保豐   | 1941年秋-1942年秋 |
| 国立交通大学重庆总校   |          |                   |
| 重慶總校代理校長       | 吳保豐   | 1944年冬-1944年冬 |
| 校長                   | 吳保豐   | 1944年冬-1947年秋 |
| 国立交通大学           |          |                   |
| 校長                   | 程孝剛   | 1947年秋-1948年秋 |
| 代理校長               | 王之卓   | 1948年秋-1948年冬 |
| 校長                   | 王之卓   | 1948年冬-1949年秋 |
| 交通大学               |          |                   |
| 校委會主任委員         | 吳有訓   | 1949年秋-1952年秋 |
| 代理校長               | 李培南   | 1952年秋-1953年夏 |
| 校長                   | 彭康     | 1952年秋-1968年冬 |
| 西安交通大学           |          |                   |
| 校长                   | 彭康     | 1952年9月－1968年 |
| 主任委员               | 林茵如   | 1976年－1978年    |
| 校长                   | 陈吾愚   | 1978年－1982年    |
| 代理校长               | 庄礼庭   | 1982年－1984年    |
| 校长                   | 史维祥   | 1984年－1990年    |
| 校长                   | 蒋德明   | 1990年－1997年    |
| 校长                   | 徐通模   | 1998年－2003年    |
| 校长                   | 郑南宁   | 2003年－2014年    |
| 校长                   | 王树国   | 2014年－2024年    |
| 校长                   | 张立群   | 2024年－至今      |

### 交通大学渊源
按目前交通大学校友总会章程中规定，交大校友会由五所交通大学之校友组成，除西安交通大学外，还包括与西安交大同源的上海交通大学，由北京铁路管理学校和北平邮电学校发展而来的北京交通大学，由唐山工业专门学校发展而来的西南交通大学，以及位于台湾的陽明交通大學（前身為1958年在台湾复校的国立交通大学）。

## 文化传统

### 校训
| 西安交通大学校训                         |
| ---------------------------------------- |
| 精勤求学，敦笃励志，果毅力行，忠恕任事。 |

交通大学校训曾有过多次变更，例如1909年（宣统元年）版本的“勤，俭，敬，信”，1925年版本的“和厚，肃静，勤奋，整洁”，1933年版本的“精勤，敦笃，果毅，忠恕”，再到1937年的“精勤求学，敦笃励志，果毅力行，忠恕任事”。此外校友陆定一在上世纪八十年代还题写过“爱国爱校，追求真理，勤奋踏实，艰苦朴素”的校训。2005年4月4日，西安交通大学决定启用1937年《交通大学一览》公布的校训。

### 校徽
西安交通大学之校徽图案中心为铁砧、铁锤，砧上置中西书籍若干册，表示工程教育工读并用之意；砧座有阿拉伯数码1896四字，表示原在上海的交通大学创办之年份。砧外为齿轮，外框像车轮，皆寓工程与交通之意。
1925年4月8日校庆交通部南洋大学向师生和校友征集校徽，年底确定了将当时在校学生徐震池和杨恒的设计稿合二为一的样式，并于1926年1月23日校长凌鸿勋发布公告实行。
|                                      |                                         |                                         |
| 1926年版校徽                         | 1934年版校徽                            | 1940年版校徽                            |
| 南洋大学 Nanyang University 45齿校徽 | 交通大学 Chiao Tung University 50齿校徽 | 交通大学 Chiao Tung University 46齿校徽 |

### 校歌
| 西安交通大学校歌 | 曲谱 |
| --- | ---- |
| 1943年公布，2005年重新启用 萧友梅谱曲 美哉吾校，真理之花，青年之模楷，邦国之荣华。 校旗飘扬，与日俱长，为世界之光，为世界之光。 美哉吾校，鼓舞群伦，启发我睿智，激励我热忱， 英俊济跄，经营四方，为世界之光，为世界之光。 美哉吾校，性灵泉源，科学之奥府，艺术之林园。 实业扩张，进步无疆，为世界之光，为世界之光。 美哉吾校，灿烂文明，实学培国本，民族得中兴， 宇土茫茫，山高水长，为世界之光，为世界之光。 |      |

- 上半段校歌除「模楷」一詞和部分標點符號外，與台灣的阳明交大現行校歌歌詞一致。[6]

### 校旗
现行西安交通大学校旗为蓝底，中部置有校徽及校名的旗帜。其中蓝色象征科学知识与海洋的深邃，白色象征光明。
南洋公学时期曾使用醒狮起搏大地图案的校旗。交通大学时期的校旗中间为校徽，两侧为三道水平横条，代表沪、平、唐三校，上方文字为“國立交通大學”。
|                  |                  |          |
| 南洋公学时期校旗 | 交通大学时期校旗 | 现行校旗 |

### 校庆
1922年4月8日，交通部部长兼本校校长叶恭绰电令：“今日为交通大学成立纪念日，放假一天。”自此以后，每年4月8日成为交通大学法定的校庆纪念日。每逢4月8日，西安交大都会举行纪念校庆和迁校的活动。

## 校园
西安交通大学校园分为兴庆、雁塔、曲江、中国西部科技创新港四个校区，占地总面积约8000亩。其中兴庆校区为主校区，雁塔校区为财经医学校区，曲江校区为交大科技园。

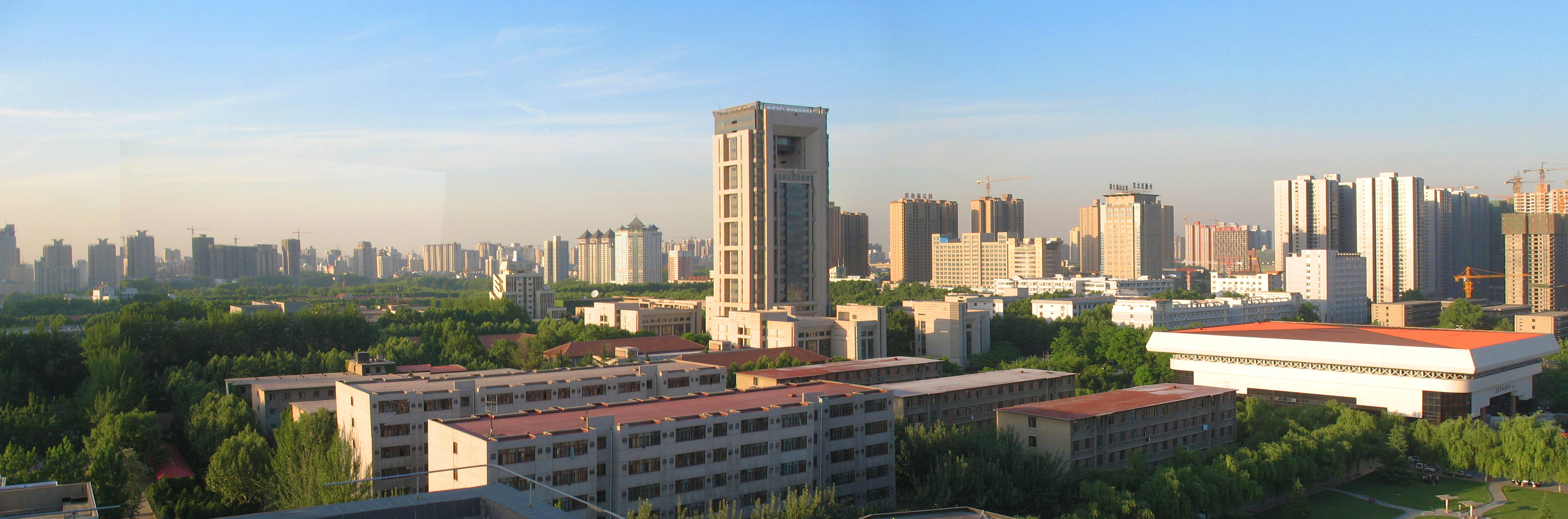
西安交通大学兴庆校区（摄于逸夫外文楼楼顶）

- 兴庆校区位于西安市碑林区的东部，西安市中心钟楼东偏南方向约三公里，西安二环东南段内侧的中心市区内。校园形状四四方方，和西安市整体田字格式的街区形式保持一致。兴庆校区是西安交通大学的传统校区，从中华人民共和国成立到交大西迁再到现在，交大的大部分院系、研究所和行政单位都位于这个校区。
- 雁塔校区位于西安市雁塔区、西安市中轴线南段西侧，比邻西安大雁塔，交大的医学部和经济与金融学院设在该校区。雁塔校区随陕西财经学院、西安医科大学于2000年并入交大而形成，临近商业区小寨，西安地铁二号线从其附近通过。
- 曲江校区分布着西安交大前沿科学技术研究院等科研院所和交大附中高中部，离兴庆校区不远，站在曲江校区的高地上可直接望见主校区行政楼。

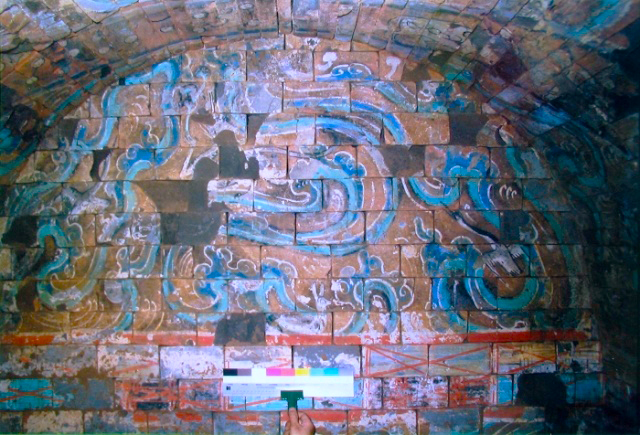
1987年交大二村内施工时发现的西汉壁画墓。其表现的二十八宿天象图是我国迄今发现最早、最完整的天象图壁画。该墓后由西安交大和加州大学伯克利合作发掘研究。

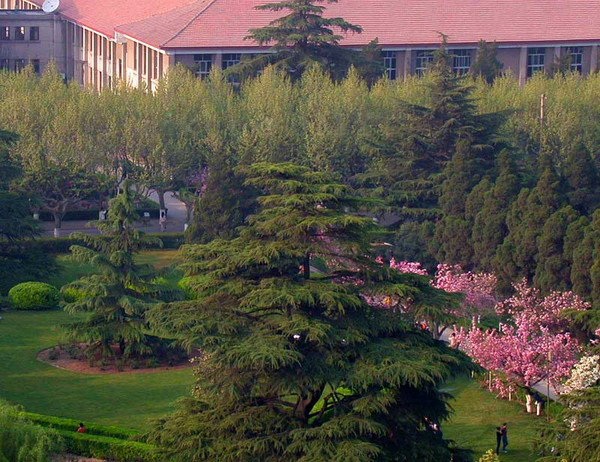
东花园和中二楼

### 历史遗迹
处在千年古都的西安交大校园少不了和历史千丝万缕的联系。兴庆校区所处位置为唐长安城内的道政、常乐两里坊，北边的道政坊曾经是兴庆宫勤政务本楼的广场，是唐玄宗时期举行盛大庆祝和外事活动的场所，目前这里大致为西安交大教学区。南边常乐坊大致分布学校生活区，这里的遗迹繁多，最有名的当属白居易在长安城的住所，相国关播曾经的宅院“东亭”。白居易曾在此借相国种下的竹林写过一篇《养竹记》，如今镌刻在交大校内东亭遗址处新栽种的竹林中。校内东亭遗址东南处为白居易《琵琶行》中琵琶女所称的蛤蟆陵所在处，曾出产长安三大名酒中的两种郎官清和阿婆清，现为交大东区温泉浴室。蛤蟆陵以南为唐高祖长女长沙公主和唐肃宗三女和政公主的住处。1963年交大宿舍施工时曾在此出土15件精美的金银器物。除此之外位于今天交大校址的遗迹还有西汉著名思想家董仲舒，北周隋唐“三朝国丈”独孤信，唐太宗贞观年间名将、吏部尚书侯君集，唐高宗宰相张行成，发动安史之乱的安禄山等历史名人的故居、寺庙或陵寝的遗址，是西安地区考古遗迹最密集地区之一，可谓人杰地灵。

### 园林
兴庆校区东侧为唐长安城春明门遗址，西侧为唐长安城东市遗址，南面朝向唐长安城制高点乐游原，北面紧邻着唐朝三大宫殿群之一、唐玄宗时期政治中心兴庆宫的遗址。五十年代初，为配合交大西迁，兴庆宫遗址由当时的交大师生和西安市民共同改造成兴庆宫公园。今天的兴庆宫公园是西安市区最大的公园，园内碧波荡漾，杨柳依依，和西安交大校园内的苍松翠柏连成一

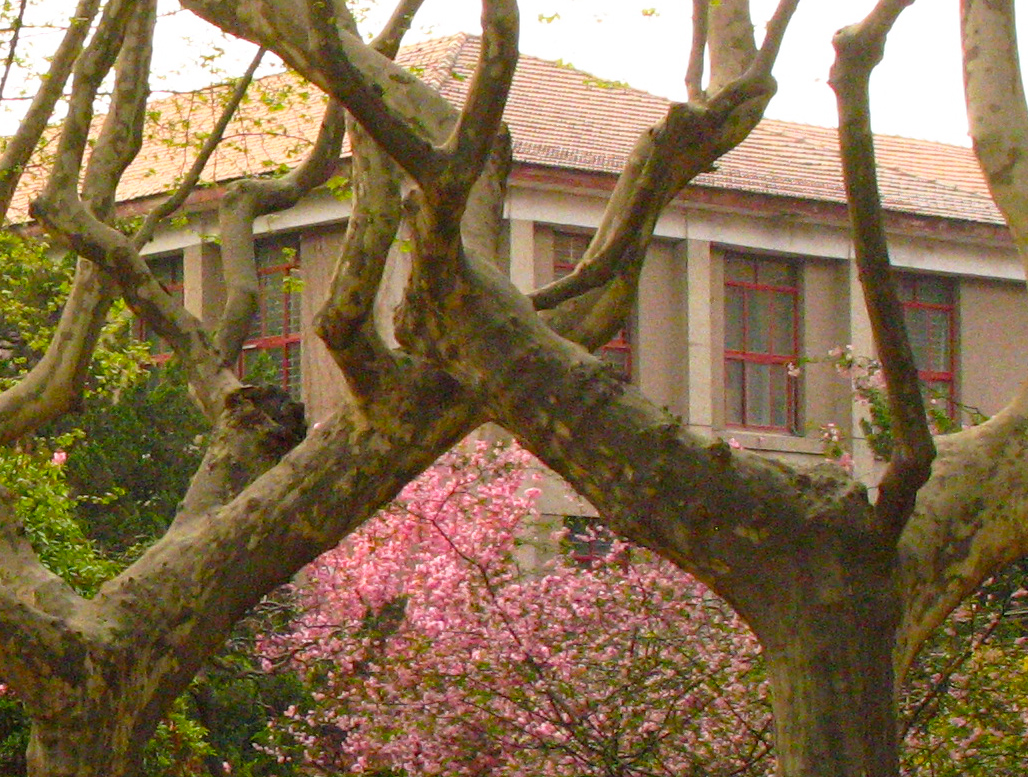
老教学楼中三楼一角

片，成为厚重沉稳的西安市内一片绿意盎然的海洋。

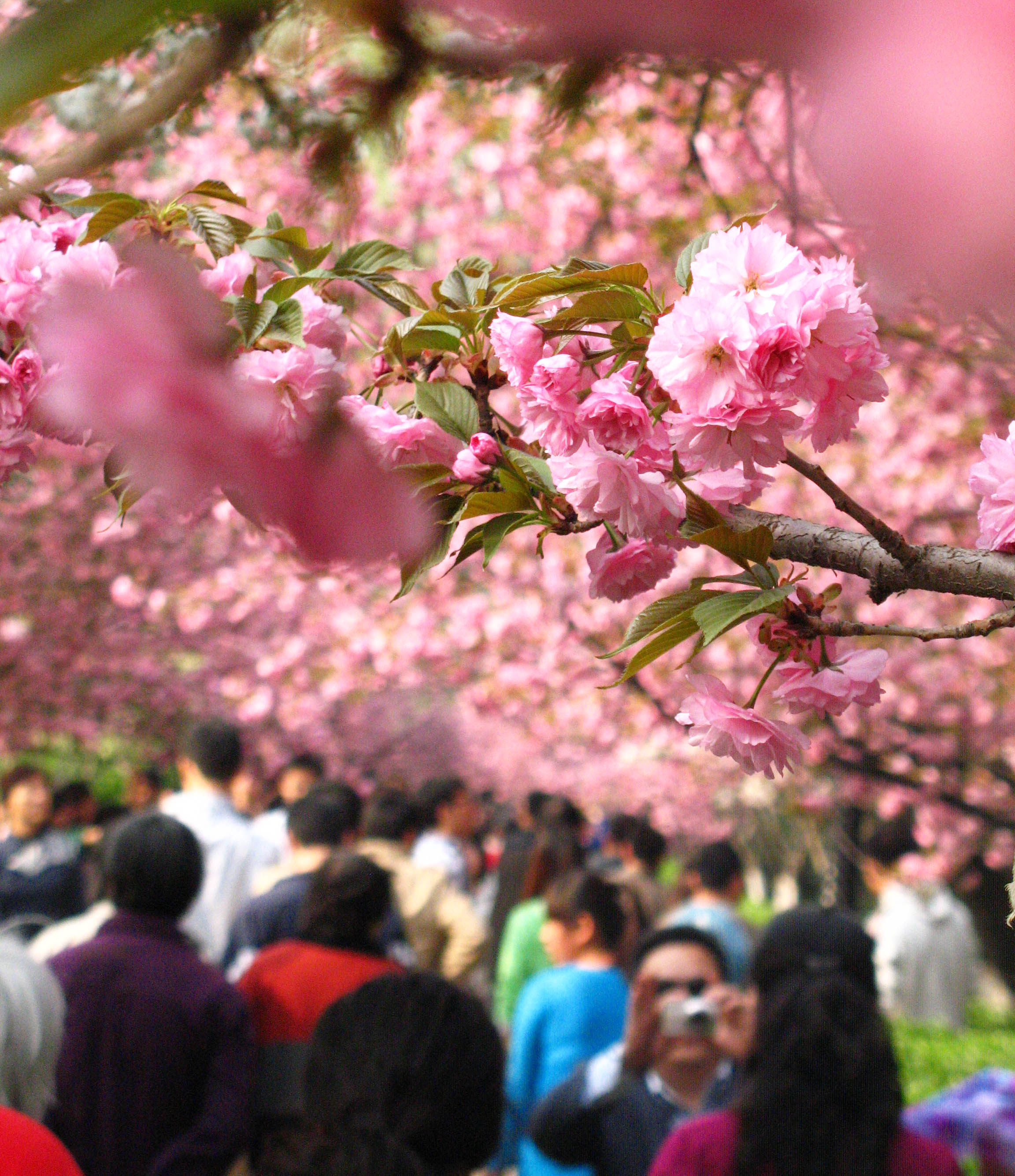
游人如织的樱花东道

交大西迁初期，从上海来到西安的交大师生因为对西北的气候环境不适应，对西迁的质疑不断加强。对此当时的校长彭康特别重视校园的园林规划，特意从华东地区引进了一批树种和各种花卉，试图在黄土地上营造出和东部一样的校园环境。今天的校园内，常春藤爬满五十年代建成的教学楼，校园内东西花园大面积的牡丹、芍药、月季、樱花等不同品种的花卉不同时间竞相开放，特别是樱花东道和樱花西道不同品种的樱花。每逢初春，西安交大连同南边乐游原上的青龙寺，都会成为西安市民踏青赏樱的最佳去处。另外，迁校初在学校两旁种下的梧桐树，经过半个世纪，已经变成了学校东西梧桐大道旁参天的巨木，几千米长的梧桐道也成为了西安交大的标志。

### 建筑和景观

#### 老教学主楼群
老教学主楼群修建于1956年到1958年，由当时的建筑工程部华东工业建筑设计院担纲规划设计，建筑面积10万平方米，以中心大楼为主体，教学楼及各系建筑分列两旁呈对称分布。中心大楼之前为学校行政楼，在新主楼群建成，各行政部门搬走后改为理学院和数学与统计学院的科研和办公场所。
中华人民共和国初期，大屋顶被认为是是封建主义的象征，大廊柱被认为是是资本主义的象征，而简化后的苏联建筑造型才是“社会主义新风格”。因此，教学楼在设计上没有延续徐家汇老校区的复古主义，而是采用了更加简洁的“中苏风格”——灰砖墙和人字形红瓦坡顶。考虑到交大选址处本身的历史和文化遗存，设计师在整体规划时因循了中国古典建筑设计手法，总平面呈布局严谨的对称格局，北校门、中心教学楼和图书馆等重要建筑均沿南北中轴线布置。"建筑造型简洁明快，比例非常协调，韵律感很强。"当时首批西迁的教授们这样评价新建的教学楼。
目前，西安交通大学老教学楼被列为西安市第三批文物保护单位。学校在2000年后在保持西安交通大学老教学楼外立面的同时陆续对其进行了结构加固和内部配套设施的完善。
| 老教学主楼群组成 |
| --- |
| 中心大楼 - 中一楼/理科楼:位于校园中轴线上，目前为理学院、数学与统计学院的办公和科研场所。 - 中二楼：位于中一楼东侧，目前主要为教室。 - 中三楼：位于中一楼西侧，除陕西工商管理硕士培训点和一部分实验室外，其他为多媒体教室。 |
| 东区 - 东一楼：位于东区最北侧，目前为电气工程学院、人居学院建筑系、人文学院艺术系的办公、科研、教学场所。 - 东二楼：位于东一楼南侧，目前为电信学院的科研场所。 - 东三楼：位于东二楼南侧，目前为能源与动力工程学院的办公和科研场所。 - 能源馆：位于东三楼南侧，目前为能动学院实验场所。 - 体育馆：位于能源馆南侧，目前为室内运动场馆。                                              |
| 西区 - 西一楼：位于西区最北侧，目前主要为电子与信息工程学院办公和科研场所，南侧有快速成型实验室。 - 西二楼：位于西一楼南侧，目前为机械工程学院办公和科研场所，也有部分教室。西二楼西侧为机械学院工业设计系和数控机床热误差教研室。 - 强度楼：位于西二楼东南侧，目前为材料科学与工程学院办公和科研场所。 - 实习工厂：位于西二楼和强度楼南侧，目前为工程训练中心、实验室及艺术庭院。 |

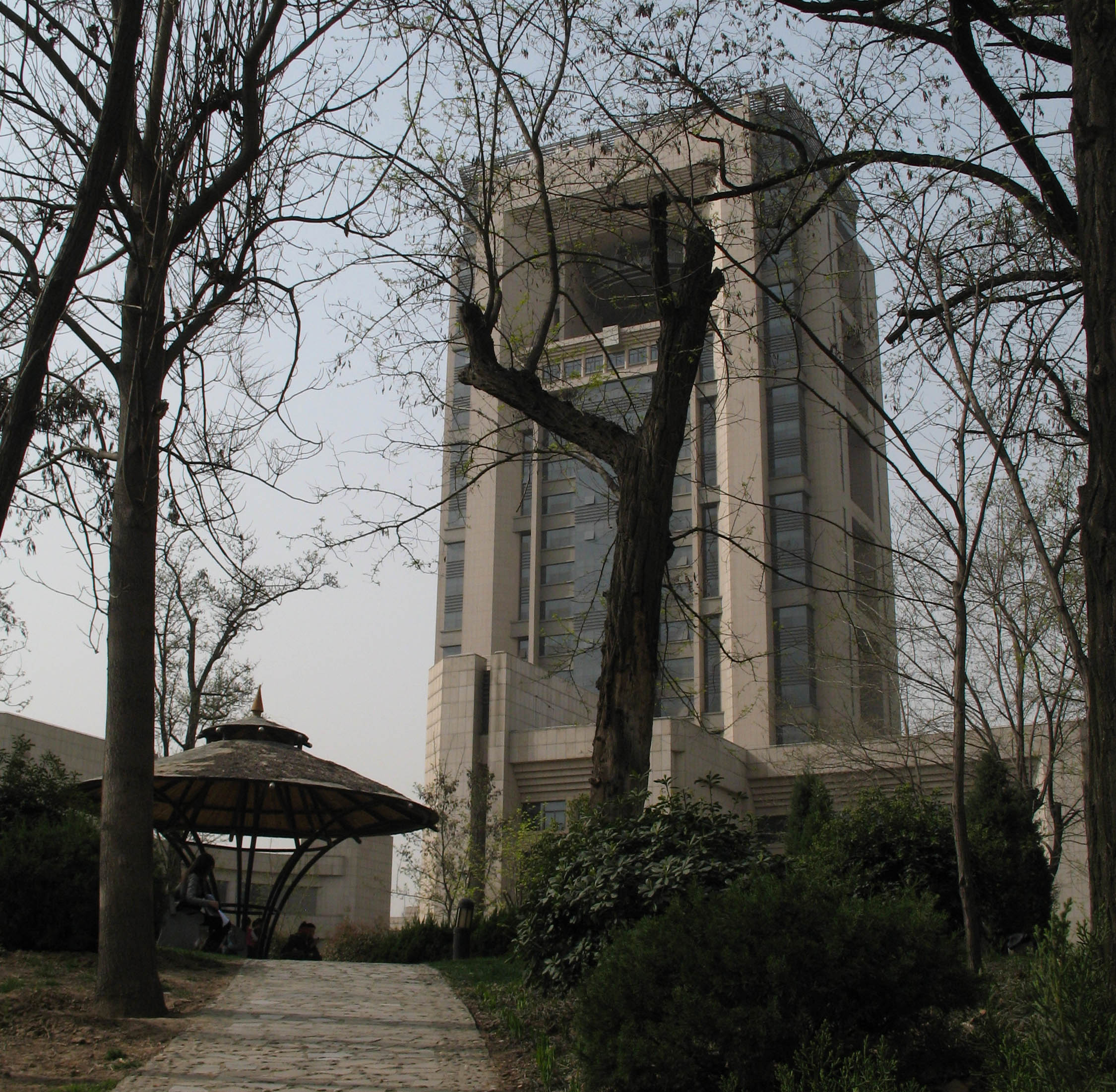
从胭脂坡看新主楼

#### 图书馆
西安交大图书馆北楼始建于1961年7月，共三层，建筑面积11200平方米，是和老教学主楼一并设计建设“中苏风格”建筑，风格朴实宏伟。和北楼相连的南楼建筑面积18000平方米，于1991年3月投入使用，地上13层，地下2层。设计上南楼保留了北楼的设计元素，外形呈金字塔形，被部分同学们戏称为“铁甲小宝”。图书馆南楼顶部有报时的大钟，报时音乐为“东方红”，2010年曾改为中国名曲“茉莉花”，后因国际形势变化改回“东方红”。1995年，图书馆经钱学森本人同意及中宣部批准改名钱学森图书馆，并由时任中共中央总书记、国家主席江泽民题写馆名。现今该图书馆拥有阅览座位3518席，累计藏书522.8万册（件），报刊10053种，现刊4089种。引进国内外电子资源252种；中外文全文电子期刊近28639种，电子图书107万册。15种百年以上历史的世界著名期刊。

#### 新教学主楼群
由于五十年代修建的教学楼和行政楼逐渐无法满足学校的教学和办公需求，同时为迎接2006年的交通大学建校110周年和西迁50周年，新的教学主楼建设计划于2000年前后被提上日程，并于2006年校庆之前完全建成使用。被采用的主楼方案由中国建筑西北设计研究院总建筑师李子萍女士设计，获2004年中国建筑总公司优秀方案设计一等奖。
教学主楼群是校园南北中轴线上最后建设的项目，占地面积5300平方米，总高度107.45米。楼群由A至E五座组成，A至D座为多层讲堂，最多可容纳10800人，考虑到疏散方便高度均不超过24米。E座为高层科研办公用房，内部分层设置四个中庭，可供师生交流、休息，顶层的空中花园可远眺兴庆湖和终南山，但一般不开放。建筑风格上，新主楼摒弃个性张扬奇异而采用稳妥甚至“保守”的建筑形式，以保证校园文脉的延续和建筑的同一性。

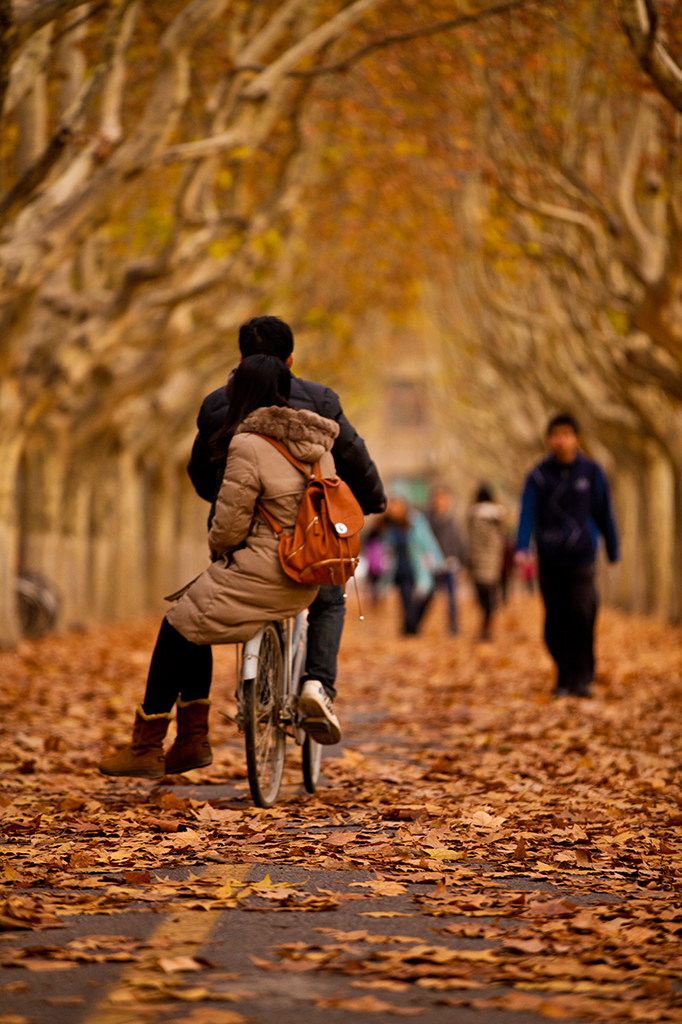
秋天的梧桐道

#### 其他建筑
- 思源学生活动中心
- 逸夫科学馆
- 东区食堂：康桥苑、梧桐苑
- 工程训练中心/计算机教学实验中心
- 逸夫外文楼
- 能源大厦
- 大学生文体中心
- 大学生创意艺术中心/艺术庭院

#### 校园景观
- 北门
- 饮水思源碑
- 腾飞塔
- 东花园
- 西花园
- 四大发明广场
- 钱学森图书馆
- 梧桐道
- 樱花道
- 东亭
- 南草坪

## 管理和组织

### 师资力量
在2013年8月底，西安交通大学教职工总数为5,569人，其中校本部教职工4,467人，附属医院3,173人。专任教师2,753人，教授、副教授1700余人。截至2024年3月，共有在编教工6568人，其中专任教师3755人。师资队伍中入选院士、杰青等国家级各类重大人才工程588人次，获评国家级创新团队51个，为国家作出突出贡献并享受政府特殊津贴专家450名，国家级教学名师11名。
在师资队伍中，目前学校教师队伍中有两院院士24人，国家教学名师6名，教育部“长江学者”特聘教授和讲座教授50名，国家杰出青年基金获得者34名，国家有突出贡献专家及中青年专家16名，“长江学者和创新团队发展计划”创新团队带头人19人，“千人计划”、“青年千人计划”共46人，教育部“新世纪优秀人才培养计划入选者”234名，对国家做出突出贡献并享受政府特殊津贴的专家535名。
目前学校生师比为1:14.22，高于国家规定的1：16，医学类生师比为1:8.87，高于国家规定的1：9。

### 在校学生
在2014年9月，全校共有全日制在校生30682人,其中在校本科生15985人，在校硕士生9954人，在校博士生4743人。截至2024年3月，全校共有学生59267名，其中本科生24539名，研究生31194名，国际学生3534人，来自136个生源国；

### 本科书院
从2006年开始，西安交大逐步开始尝试在本科生管理上采用书院制管理模式，以西迁后第一任校长命名的彭康书院成为交大第一个本科书院。书院制按照位置将全校的本科生宿舍划分成若干个书院，形成由不同学院专业本科生混合居住，分享设施，参与活动，接受管理和教育的社区单位，以期达到学术与生活分治，学生跨学科交流、人格养成、爱心与善意文化加深等目的。
目前西安交大有八个书院，每个书院约两三千人。本科生的辅导员、奖学金及奖项评定、文化活动组织等管理措施均建立在书院制的框架之上。学校以书院为单位对学生实施军训、新生入学教育、大学生活指导、学业规划、学习辅导、公民素养与礼仪培养、综合素质拓展、心理辅导与困难援助等一整套育人计划。书院各有自己的学生会、书院社团等组织，有彭康之夜、文治达人、仲英冷餐会等各自的文化活动，有各自及书院间的足球、羽毛球赛等体育活动，有各自的阅览室、健身房、心理咨询室、舞台、服务器等基础设施，有各自的书院标识、院训和文化。
| 西安交大本科书院 | 西安交大本科书院                                                                                          | 西安交大本科书院                                                                               | 西安交大本科书院                                                                 |
| --- | --- | ---------------------------------------------------------------------------------------------- | -------------------------------------------------------------------------------- |
| 彭康书院 思想活跃、学习活跃、 生活活跃。 - 2006年9月成立。 - 能动、电信、理学、外国语学院约3000名学生。                 | 文治书院 砥砺一等品行， 成就一等人才。 - 2007年7月成立。 - 机械、航空、电信、法学等学院3000余名学生。     | 宗濂书院 暂无院训 - 2007年7月成立。 - 医学、经金学院近1400名学生。                             | 启德书院 启迪智慧，德行天下。 - 2008年7月成立。 - 医学、经金学院近1800名学生。   |
| 仲英书院 服务社会 奉献爱心 推己及人 薪火相传 - 2008年7月成立。 - 电信、能动、化工、生科、管理、软件等学院3000余名学生。 | 励志书院 励精明志。 - 2008年7月成立。 - 数学、物理、化学、生命、航天等5个学院2000余名学生（含强基计划）。 | 崇实书院 崇德尚实，止于至善。 - 2008年7月成立。 - 材料、人居、人文、经金等学院1600余名本科生。 | 南洋书院 暂无院训 - 2008年7月成立。 - 电气、机械、电信、公管等学院2400多名学生。 |

## 学术科研
全校有78 个本科专业，拥有27个一级学科、154个二级学科博士学位授权点，41个一级学科、242个二级学科硕士学位授权点，18个专业学位授权点。学校有8个一级国家重点学科， 37个二级国家重点学科，3个二级学科国家重点（培育）学科，115个省部级重点学科。拥有工程硕士、临床医学硕士和 MBA 、MPA 等九个专业学位点，22个博士后流动站，5个国家重点实验室，4个国家专业或专项实验室，2个国家工程研究中心，9个教育部重点实验室，2个教育部工程研究中心，2个卫生部重点实验室，16个省级重点科研基地和3个省级文科重点研究基地。
学校设有西部地区唯一的国家高性能计算中心。“十五”以来，重大基础研究取得重要进展，共主持国家重点基础研究发展计划（973计划）项目6项，国家安全重大基础研究（军工973计划）项目1项，基础研究项目数和经费在全国高校位居前列。成果获奖成绩斐然，“十五”以来共获国家科学技术奖21项。其中2005年获国家科学技术奖7项，排名全国高校第二十二位；教育部科学技术奖60余项，其中一等奖5项；陕西省科学技术奖19项，其中一等奖8项。
近年来，学校的人文社会科学研究呈现良好的发展势头，2006年发表的SSCI论文位居全国高校第二十五。
机械学院的工业设计系是国际工业设计协会（ICSID）在中国大陆高校中最早的成员组织，在其委员会具有投票权。

### 排名聲譽
在2013QS世界大学排名中西安交通大学在中国大陆高校中排名第十位，是排名最高的中国西部高校。在2013高等教育观察（HER）发布的中国大学排行榜中西安交大排名第八位。在2016年世界大学学术排名中西安交大位居世界151-200位。

### 一级学科国家重点学科
- 材料科学与工程
- 动力工程及工程热物理
- 电气工程
- 机械工程
- 控制科学与工程
- 生物医学工程
- 管理科学与工程
- 工商管理

### 二级学科国家重点学科[72]
- 产业经济学
- 计算数学
- 生理学
- 固体力学
- 微电子学与固体电子学
- 核能科学与工程
- 法医学
- 外科学(泌尿外)

### 国家重点实验室
- 金属材料强度国家重点实验室
- 机械结构强度与振动国家重点实验室
- 电力设备电气绝缘国家重点实验室
- 机械制造系统工程国家重点实验室 （页面存档备份，存于）
- 动力工程多相流国家重点实验室

### 其它国家级科研机构
- 精细功能电子材料与器件国家专业实验室
- 现代医学电子技术及仪器国家专业实验室
- 流体机械及压缩机国家工程研究中心
- 快速制造国家工程研究中心（筹建）
- 流体机械国家专业实验室
- 电子物理与器件国家专项实验室
- 海洋石油勘探国家工程实验室（联合）
- 能源局国家能源先进电网与装备可靠性及寿命评估技术重点实验室